# Megalneusaurus rex
Il megalneusauro (Megalneusaurus rex) è un rettile marino estinto, appartenente ai plesiosauri. Visse nel Giurassico superiore (Oxfordiano, circa 160 milioni di anni fa). I suoi resti sono stati ritrovati in Nordamerica (Wyoming e forse Alaska).

## Descrizione
Conosciuto solo per resti fossili molto scarsi, il megalneusauro doveva essere uno dei più grandi fra i pliosauroidi, un gruppo di plesiosauri dalla testa grande e dal collo corto. Le zampe erano trasformate in pinne, e il corpo aveva acquisito una certa linea idrodinamica, anche se non paragonabile a quella degli ittiosauri. In base ai resti fossili rinvenuti, questo animale doveva superare la lunghezza di 12 metri e il cranio (non conosciuto) poteva sfiorare i tre metri.

## Fossili

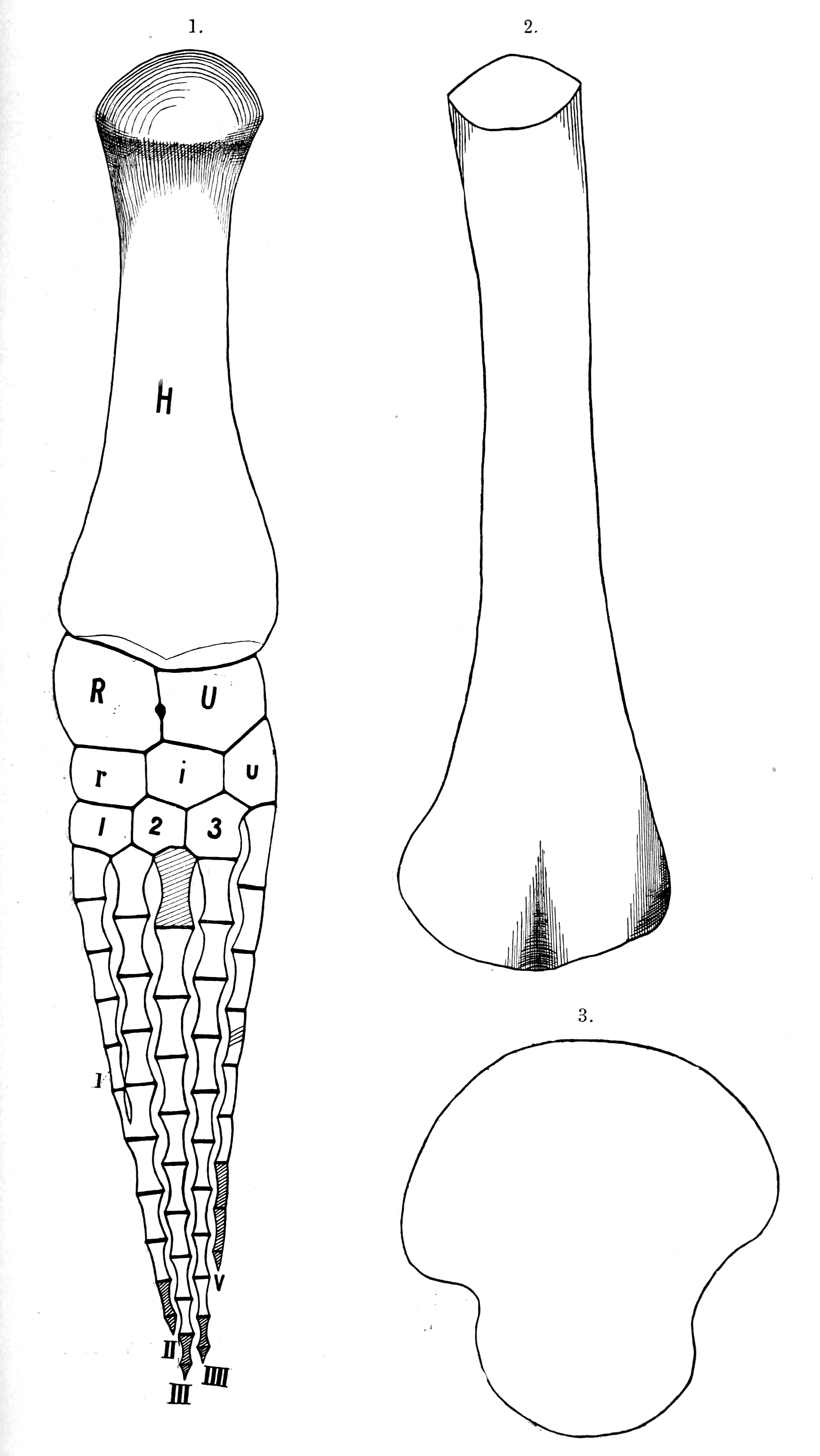
Raffigurazione dell'olotipo di Megalneusaurus rex

I primi fossili di questo animale furono rinvenuti nel 1898 da Wilbur Knight, che li descrisse come Megalneusaurus rex (“grande lucertola nuotatrice re”). Secondo Williston, che esaminò i resti nel 1903, le zampe anteriori di questo animale superavano i due metri di lunghezza. Delle molte ossa rinvenute (numerose vertebre, zampe quasi complete e altro), ne sono andate perdute in gran quantità e attualmente l'unico resto su cui ci si può basare è costituito da una zampa anteriore e da alcune vertebre e frammenti di cinto pettorale. Un altro esemplare è stato rinvenuto in Alaska, ma è di dimensioni decisamente minori (l'animale era lungo circa 3,5 metri) e non si è certi che appartenesse a Megalneusaurus.